# Fredrik Carlquist
Fredrik Carlquist (* 30. Juni 1969 in Jönköping) ist ein schwedischer Jazzmusiker (Tenor-, Sopran- und Altsaxophon, Komposition), der mittlerweile hauptsächlich in Spanien tätig ist.

## Leben und Wirken
Carlquist begann im Alter von neun Jahren mit dem Klarinetten- und mit zehn Jahren mit dem Saxophonspiel. Von 1989 bis 1991 studierte er im Jazzprogramm der Skurups Folkhögskola; sein Instrumentalstudium am Malmö College of Music schloss er 1996 mit einem Bachelor ab.
In den 1990er Jahren spielte Carlquist eine aktive Rolle in der Jazzszene von Malmö und gehörte der Monday Night Big Band an; weiterhin arbeitete er mit Anders Bergcrantz und Monica Zetterlund. 1997 gewann er als Teil der Gruppe Blue Pages (u. a. Jacob Karlzon, Henrik Frisk) den Preis Jazz in Sweden. 1999 veröffentlichte er mit seinem Quartett sein Debütalbum bei Dragon Records, dem 2001 ein weiteres Album folgte. Von 1998 bis 2001 unterrichtete er zudem Saxophon im Jazzprogramm der Skurups Folkhögskola.
2001 zog Carlquist nach Barcelona, wo er seitdem lebt und sich in der Szene etablierte. Stilistisch war er zunächst sehr offen und zwischen Modern Creative und Dixieland tätig. Mittlerweile konzentriert er sich auf klassisches Terrain und ist vor allem von Stan Getz und Lester Young beeinflusst. Mit Musikern wie Jorge Rossy, Joan Chamorro/Sant Andreu Jazz Band (Plays Fredrik Carlquist’s Arrangements), Andrea Motis, Marta Sierra, Horacio Fumero, Erik Lindeborg, Albert Bover und Marco Mezquida war er im Aufnahmestudio. Er tourte in Europa, den USA, Mexiko, Kolumbien, China und der Demokratischen Republik Kongo. Er ist auch auf Alben des Asociación Libre Orkesta, von Enrique Heredia, Gwen Perry und Marian Barahona zu hören.

## Diskographische Hinweise
- It's About Time, It's About Love (Dragon 1999)
- Opposite (Dragon 2001)
- Fredrik Carlquist & Dave Mitchell: Fredrik Carlquist & Dave Mitchell (Blau Records 2007)
- Playing Cool (fc jazz 2010)[3]
- Karl-Martin Almqvist & Fredrik Carlquist: Reruns Volume I (fc jazz 2013)
- Fredrik Carlquist & Gustav Lundgren: Bossa Nova, Vol. 1 (fc jazz 2013)
- Nils Bondesson, Fredrik Carlquist: Skeleton Walk (fc jazz 2018, mit Marcus Rostedt, Sebastian Nordström)[4]